# Sjöbo (commune)
La commune de Sjöbo est une commune suédoise du comté de Skåne. 18 415 personnes y vivent. Son chef-lieu se situe à Sjöbo.

## Localités principales
- Äsperöd
- Bjärsjölagård
- Blentarp
- Lövestad
- Sjöbo
- Sövde
- Vollsjö